# Raymundo Damasceno Assis
Raymundo Damasceno Assis (Capela Nova, 15 febbraio 1937) è un cardinale e arcivescovo cattolico brasiliano.

## Biografia
Riceve l'ordinazione sacerdotale il 19 marzo 1968.
Il 18 giugno 1986 è nominato vescovo ausiliare di Brasilia e vescovo titolare di Novapietra. Riceve la consacrazione episcopale il 15 settembre dello stesso anno dal cardinale José Freire Falcão.
Il 28 gennaio 2004 è nominato arcivescovo di Aparecida, dove succede al cardinale Aloísio Leo Arlindo Lorscheider.
Dal 2007 al 2011 è presidente del Consiglio episcopale latinoamericano, organismo che riunisce tutti i vescovi dell'America Latina. Gli succede l'arcivescovo Carlos Aguiar Retes, arcivescovo di Tlalnepantla.
Papa Benedetto XVI lo eleva al rango di cardinale con il titolo presbiterale dell'Immacolata al Tiburtino nel concistoro del 20 novembre 2010.
Nel maggio 2011 è eletto presidente della Conferenza nazionale dei vescovi del Brasile.
Il 16 novembre 2016 papa Francesco accetta la sua rinuncia al governo pastorale dell'arcidiocesi di Aparecida.
Il 15 febbraio 2017, al compimento del suo ottantesimo genetliaco, è uscito dal novero dei cardinali elettori.

## Genealogia episcopale e successione apostolica
La genealogia episcopale è:
- Cardinale Scipione Rebiba
- Cardinale Giulio Antonio Santori
- Cardinale Girolamo Bernerio, O.P.
- Arcivescovo Galeazzo Sanvitale
- Cardinale Ludovico Ludovisi
- Cardinale Luigi Caetani
- Cardinale Ulderico Carpegna
- Cardinale Paluzzo Paluzzi Altieri degli Albertoni
- Papa Benedetto XIII
- Papa Benedetto XIV
- Papa Clemente XIII
- Cardinale Marcantonio Colonna
- Cardinale Giacinto Sigismondo Gerdil, B.
- Cardinale Giulio Maria della Somaglia
- Cardinale Carlo Odescalchi, S.I.
- Cardinale Costantino Patrizi Naro
- Cardinale Lucido Maria Parocchi
- Arcivescovo Adauctus Aurélio de Miranda Henriques
- Arcivescovo Moisés Ferreira Coelho
- Arcivescovo José de Medeiros Delgado
- Cardinale José Freire Falcão
- Cardinale Raymundo Damasceno Assis

La successione apostolica è:
- Vescovo Vilson Dias de Oliveira, D.C. (2007)
- Arcivescovo Darci José Nicioli, C.SS.R. (2013)